# Centre (Burkina Faso)
 For alternative betydninger, se Centre. (Se også artikler, som begynder med Centre)
Centre er en af Burkina Fasos 13 regioner. Burkina Fasos hovedstad Ouagadougou ligger i denne region, og er også regionens hovedstad. Centres befolkning var i 2006 1.523.980 indbyggere; regionen er landets mest folkerige, og 11,1 % af Burkina Fasos indbyggere bor i Centre. Regionen består af kun én provins, Kadiogo.